# Truncatella pulchella
Truncatella pulchella is een slakkensoort uit de familie van de Truncatellidae. De wetenschappelijke naam van de soort is voor het eerst geldig gepubliceerd in 1839 door Pfeiffer.